# 汤森·哈里斯
汤森·哈里斯（英語：Townsend Harris，1804年10月3日—1878年2月25日）是一名美國商人、外交官，曾擔任紐約教育委會會長，也是美國首任駐日公使。在他任公使期間，與日本德川幕府簽訂《安政條約》及《日本國美利堅合眾國修好通商條約》，並曾經向美國國務院提出過購買台灣計畫，建議美國應向清廷購買台灣，來鞏固美國在亞洲的商業利益。因為他開啟了日本近代對外的貿易及文化，故至今仍受日本人民尊敬。

## 經歷

### 紐約
1804年10月3日，哈里斯出生於美國華盛頓州桑迪小山鎮village of Sandy Hill (現在的哈德逊福尔斯)。他很年輕時就搬去了紐約，並成為了一個成功的進口商人。
1846年哈里斯加入紐約教育委員會，並擔任紐約教育委員會會長直到1848年。他成立了Free Academy of the City of New York，後來成為紐約市立學院，提供教育給城市中的勞工階級。以哈里斯的名字命名的市立高中汤森德哈里斯高中很快興起並脫離Free Academy of the City of New York成為一所中等教育課程為主的學校直到1942年(由於預算限制被菲奥雷洛·亨利·拉瓜迪亚(Fiorello La Guardia)關閉)。1984年，以主修人文科目為主的課程重新營運。

### 商務
1848年哈里斯前往加利福尼亞，並在接下來的六年間遠航貿易到中國、荷蘭、英國、印度，使他十分熟悉東方的社會狀況，並曾代理美國駐寧波副大使一段時間。

### 日本

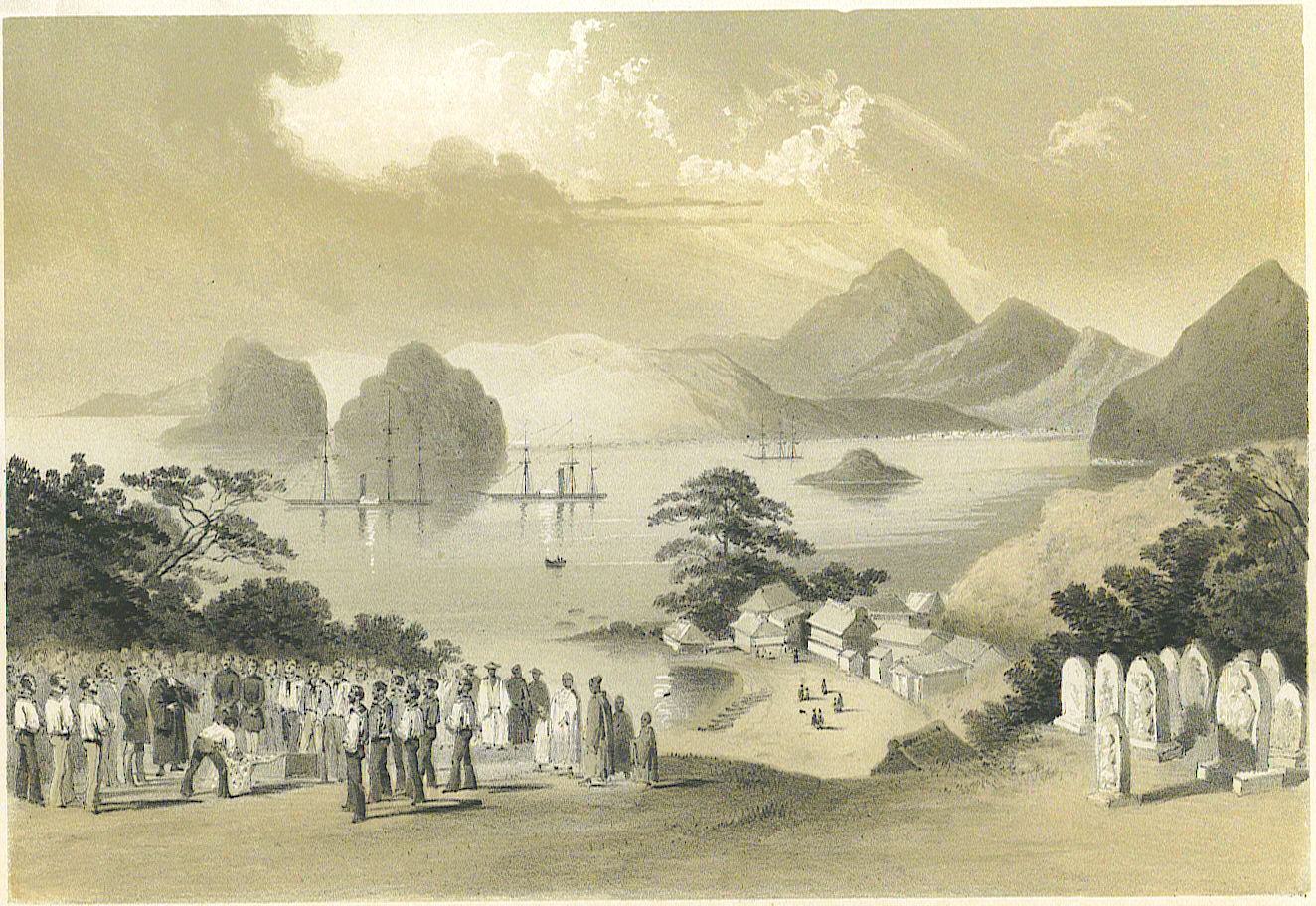
1856年繪製

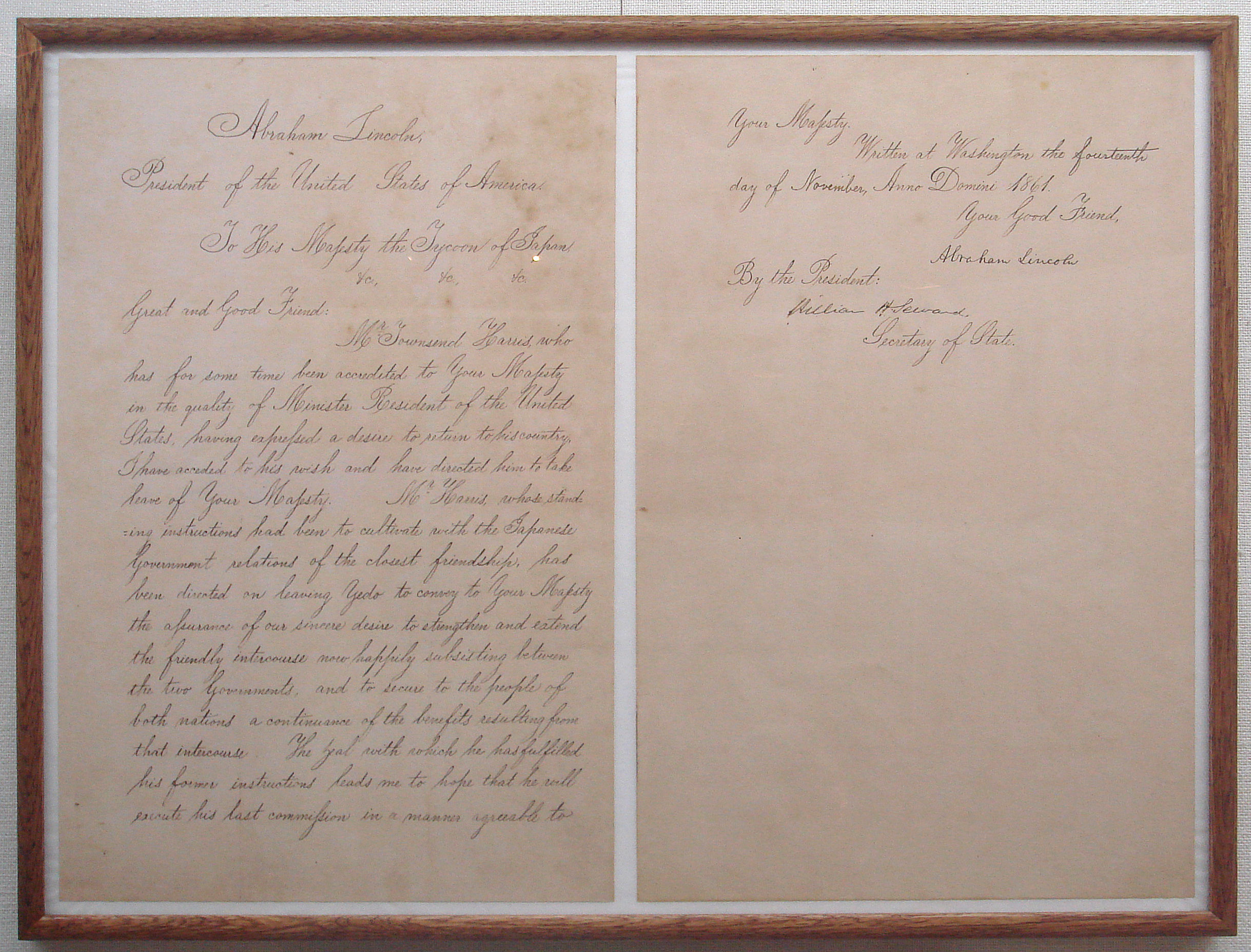
美國總統林肯致信給日本天皇，1861年11月14日德川家茂正式宣布哈里斯的離開

1856年7月，美國總統富蘭克林·皮爾斯任命哈里斯為第一任總領事(consul-general)。哈里斯在日本靜岡縣下田市的玉泉寺作為美國在日的首間領事館，不久之前，美國海軍將領馬休·培里已在1853年的黑船事件後開啟美國與日本之間的貿易。

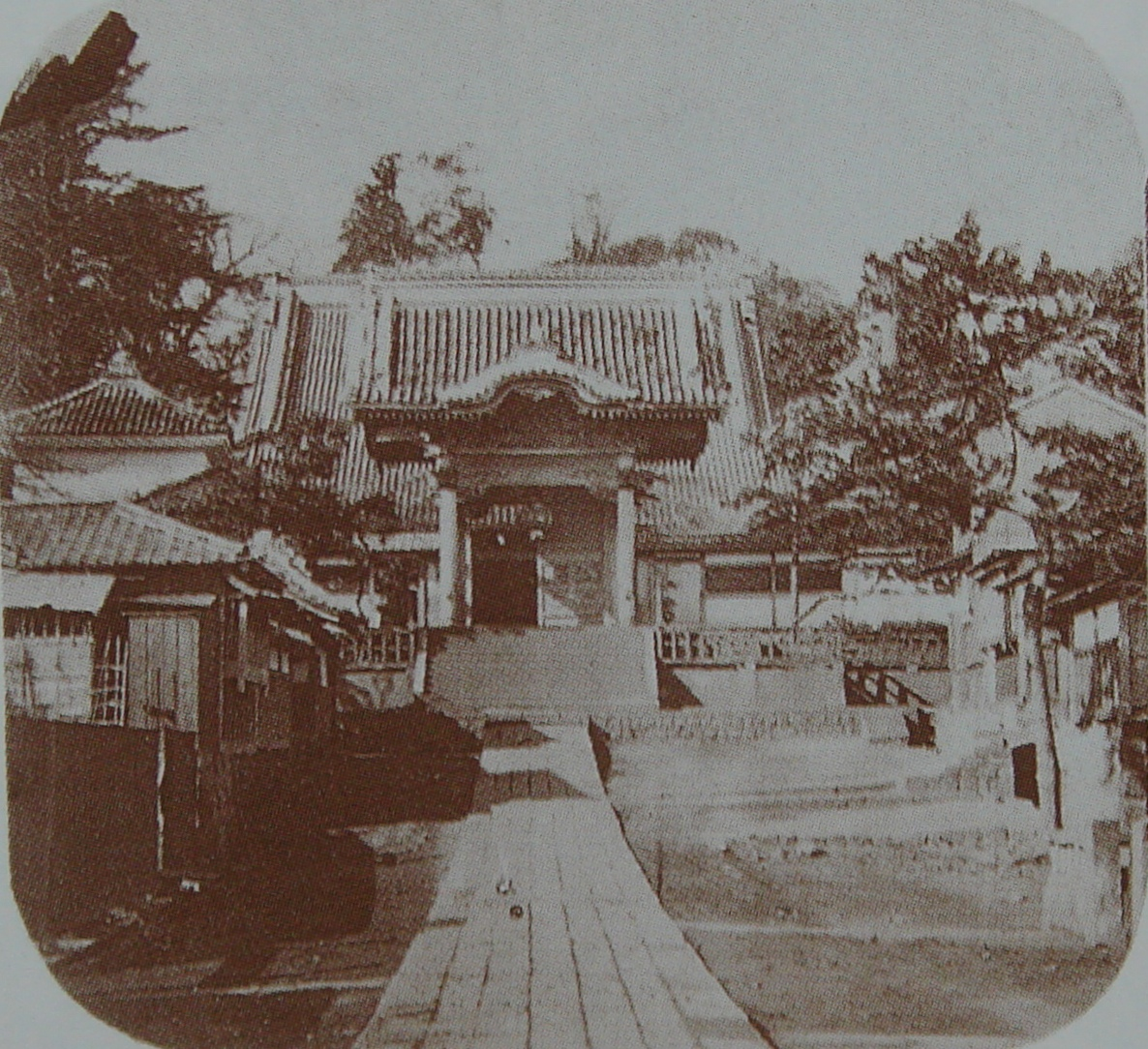
哈里斯率領的代表團以玉泉寺作為休息室直到1859年, 並在該處與日本簽訂《美日修好通商條約》

哈里斯要求日本派出一位與他關係平等的外交使節，才願意將美國總統富蘭克林·皮爾斯寫的信件交給德川幕府，雙方為此僵局一段時間，經過長達18個月的交涉，最後雙方達成協議。哈里斯同意德川幕府以家臣來做為使者。1857年12月7日哈里斯獲得許可登江戶城覲見江戶幕府第十三代將軍德川家定。1858年7月29日順利與日本簽訂《美日修好通商條約》，此條約對後來西方國家造成日本經濟、政治深遠的影響。1861年哈里斯離開日本。當時，一位日本使節Moriyama寫信給他：
您已經超越一位朋友的身分，您是我們的恩人和老師。您的精神將永遠留在日本的歷史上。
在哈里斯留日期間，日本當時的社會風貌給予他深刻的印象，他曾寫道：
人們呈現給人感覺乾淨、營養充足..給人一股舒爽又歡樂的印象，在這裡我看見了比其他國家還要純樸的社會風貌。
據說，哈里斯在日本期間，曾經與一名叫做Okichi（お吉）的藝妓捲入關係。當哈里斯離開日本後，這位17歲的藝妓被放逐，不久就自盡了。但講談社百科全書則指出哈里斯在雇用她三天後就將她解雇了。

## 晚年

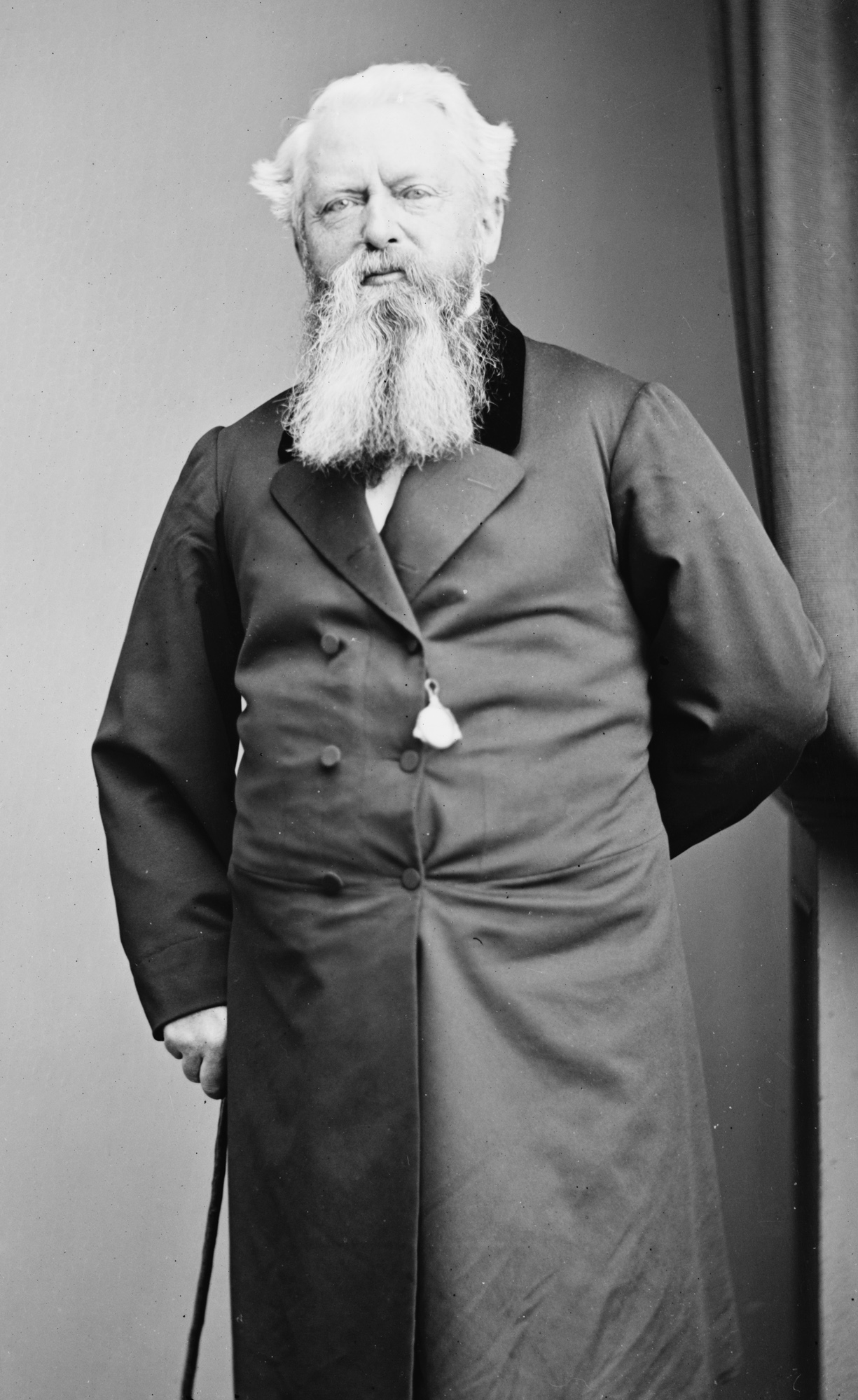
哈里斯晚年照

根據《纽约时报》的報告，哈里斯於1874年他接受了一位最近剛從日本回來的人採訪，他的第一個問題就是：「日本人認為我是一個怎麼樣的人?」哈里斯死後下葬在紐約市綠蔭公墓。

## 通俗文化

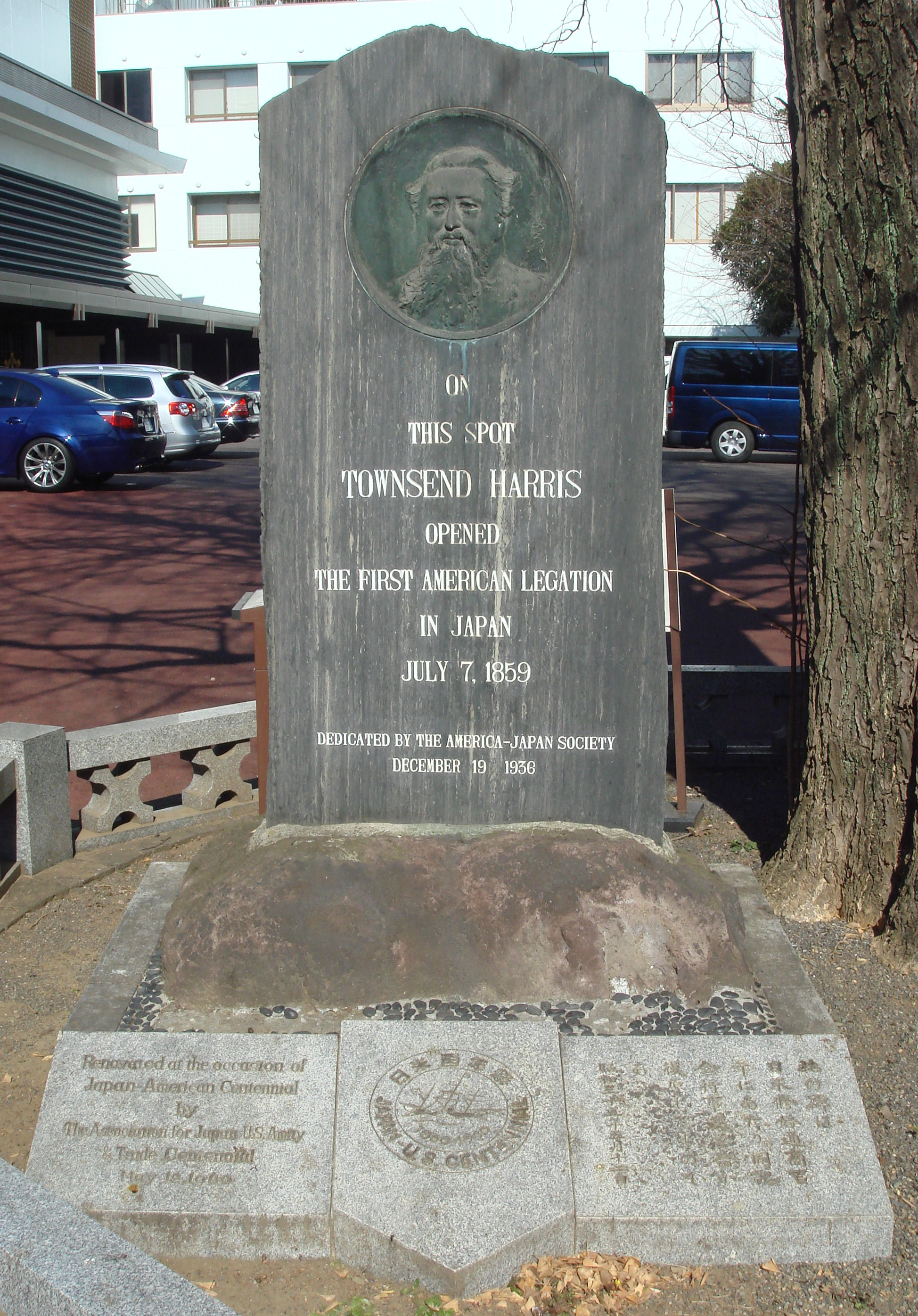
玉泉寺旁的哈里斯紀念碑.

1958年由約翰·韋恩所主導的電影蛮夷与艺妓，內容在描寫哈里斯奉命擔任駐日大使並與德川幕府簽約為主軸，並在劇情中虛構哈里斯與日本藝妓Okichi（お吉）之間的風流逸事。

## 參看
- 黑船事件
- 馬休·佩里
- 安政條約
- 蝴蝶夫人

## 外部連結
- Selected comments from Harris's conversation with Bakufu Grand Councillor Hotta Masayoshi on December 12, 1857
- The Japan Connection: The 150th Anniversary of Townsend Harris' Arrival in Japan, April 25 - August 18, 2006, exhibit at CCNY Library